# 2024年泰國參議院選舉
2024年泰國參議院選舉，為2024年6月26日泰国根據2017年泰國憲法而舉行的首次參議院選舉。根據該憲法，泰国过渡参议院任期在2024年5月10日屆滿。下一屆參議院由200名參議員组成，但無法投票選出下一任總理。
此次選舉是首次采用2018年《参议员选举组织法》而成的選舉，參議員將從眾多独立候選人選出。且因投票制度的复杂、不透明和混乱而被稱作「世界上最複雜的選舉」。

## 背景
泰國參議院自1947年成立以来经历了几次改革。参议员通常透過任命、直接选举、間接選舉或上述方式相结合的方式所產生。在2014年泰國政變後頒布的2017年泰國憲法中，全國維持和平秩序委員會將任命任期5年的泰国过渡参议院，之后将设立“常任”参议院。
过渡参议院共有250名參議員，當中50席由選舉委員會指定，另200席由軍政府任命，他們有權與众议員一起投票選出總理。过渡参议院2019年眾議院選舉時支持巴育·占奥差，在2023年眾議院選舉後支持赛塔·他威信。在2023年总理选举期间，这项规定引起爭議，当时参议员拒绝支持披塔·林乍伦拉，尽管绝大多数众议员支持他。 
过渡参议院于2024年5月10日任期届满后，下一届参议院将通过复杂的间接选举制度产生，旨在建立一个专家统治的参议院。 此次選舉首次采用該制度。

### 2023年眾議院選舉
帕拉育·詹歐查所領導的统一泰国建国党在2023年众议院选举時被以为泰党和前進黨為首的反對黨擊敗。前进党赢得最多席次，为泰党位居第二。由于保守党参议院的反对，前进党领导人披塔·林乍伦拉未能当选总理，两党组建联合政府的努力也宣告失败。
後來为泰党放棄與前進黨結盟，改與另7個政黨結盟，並推舉赛塔·他威信為總理候選人。赛塔獲得保守的泰自豪黨和泰國家發展黨的支持，以及和帕拉育·詹歐查結盟的人民國家力量黨和统一泰国建国党等政党的支持。

## 選制
泰国參議院由200名參議員组成，由20個不同專業或生活領域人士选出。它是一个无党派机构，所有候选人都以無黨籍参选。参议员任期五年，任期结束后不得連任也不得再次參選。該规则由2018 年《参议员选举组织法》规定。 
候选人必须是泰国公民且在泰國出生，年龄至少 40 岁，并在其專業领域拥有至少10 年的经验。这 20 个团体包括：
1. 公共行政和国家安全组
2. 法界人士
3. 教育團體
4. 公共衛生團體
5. 農民團體
6. 農林漁牧團體
7. 勞工團體
8. 从事环境、都市計畫、房地产和公用事业、自然资源和能源领域工作的人士
9. 中小企业家
10. 第（9）类以外的企业家
11. 觀光產業團體
12. 工业家及类似团体
13. 在科学、技术、通讯、创新或类似领域工作的人员
14. 婦女團體
15. 老年人、身障者、少数民族等其他身份群体
16. 艺术、文化、音乐、表演和娱乐團體
17. 非政府组织
18. 体育、大众传媒和文学界人士
19. 自由职业者團體
20. 其他

參選人必须在他們的選區出生或是居住2年以上，且须支付2,500泰铢作為申请费。候选人不能加入任何政黨，而公务员、现任和前任国会议员、前政府部长、前地方行政人员、5年內曾擔任政党高層者、参议員候选人的一等親及配偶以及过渡参议院议员等禁止參選。
参议员从申请人候选人中选出，没有任何非候选人参与。每个候选人申请代表 20 个符合资格的团体之一，每个团体将选出 10名参议员。投票共分为六轮，其中区级、省级和国家级各两轮。值得注意的是，除了候选人本人之外，民眾无法观察投票过程。

### 選舉制度
在区级选举中，每个区共有60名候选人，候选人将在自身所屬的團體内投票。各選區、各團體得票數前五名将晋级第二轮。第二轮，候选人會被分配到除了自身團體以外3至5个團體，并为这些團體中的候选人投票。各選區、各團體得票數前三名候选人将晋级。
省级选举于6月16日进行。由于各省选区数量不尽相同（3至50个之间），因此各省候选人的数量也会有很大差异。候选人将首先将自身團體内的候选人人数缩小到5人，然后他们会再次投票给其他團體的候选人。他们可能会被分配到跟区级的相同或不同的團體投票。每个省各團體共2名候选人，全国共有3,080名候选人。
在來是全国投票，剩下的3,080名候选人将重复團體内和團體间投票，在20个團體中各选出10名参议员。
每个候选人可以投票的候选人数量根据轮次不同而不同。该系统适合于有限投票。在区级和省级选举中，每个选民在其组内有两张选票，在组间选举中有一票。在国家层面，一个选民在组内选举中可以有十票，在组间选举中可以有五票。获得最多选票的候选人将获得晋级资格，其他候选人将被淘汰。当选所需的票数没有最低门槛。候选人可以在组内选举中投給自己。一名选民不得对同一候选人投多票。候选人无需用尽所有选票。
| 轮次 | 日期    | 等级 | 候选人數 | 候选人數 | 候选人數 | 選制              |
| 轮次 | 日期    | 等级 | 單一團體 | 所有團體 | 全國     | 選制              |
| ---- | ------- | ---- | -------- | -------- | -------- | ----------------- |
| 1    | 6月9日  | 區級 | 5        | 100      | 92,800   | 有限投票（2 票）  |
| 2    | 6月9日  | 區級 | 3        | 60       | 55,680   | SNTV制            |
| 3    | 6月16日 | 省級 | 5        | 100      | 7,700    | 有限投票（2 票）  |
| 4    | 6月16日 | 省級 | 2        | 40       | 3,080    | SNTV制            |
| 5    | 6月26日 | 全國 | 40       | 800      | 800      | 有限投票（10 票） |
| 6    | 6月26日 | 全國 | 10       | 200      | 200      | 有限投票（5 票）  |

### 各省参议员统计
| 省 （77 个省中的 64 个） | 席次分配 | 总席次 |
| --- | -------- | ------ |
| 武里南府 | 14       | 14     |
| 曼谷 | 9        | 9      |
| 大城府、素林府 | 7        | 14     |
| 宋卡府、沙敦府、红统府 | 6        | 18     |
| 安纳乍能府、四色菊府、乌泰他尼府、黎府、洛坤府 | 5        | 25     |
| 素叻他尼府、碧差汶里、沙没沙空、甲米、沙没颂堪府 | 4        | 20     |
| 信武里府、皮集府、那空帕侬府、亚拉府、素攀武里府、攀牙府、巴真府、达叻府、暖武里府、拉差汶里府、猜也奔府、北碧府、北柳府、那空那育府                                                                                           | 3        | 42     |
| 猜纳府、那空沙旺府、北大年府、素可泰府、罗勇府、孔敬府、南奔府、巴蜀府、汶干府、拉廊府、春武里府、普吉府、清莱府、廊磨喃普府、北榄府、莫拉限府、巴吞他尼府、尖竹汶府、清迈府、博他仑府、楠府、乌汶府、益梭通府、呵叻府、佛统府 | 2        | 50     |
| 帕府，沙拉武里府，董里府，春蓬府，彭世洛府，南邦府，廊开府，帕夭府 | 1        | 8      |

## 批評
该选举制度存在争议，被稱为“世界上最复杂的选举”。 
另有批評稱该選制容易被操纵，由于任何符合资格者皆可参选，区级选举可能会被操纵，以确保特定候选人当选。 2018年过渡参议院选举也采用了类似的制度，尽管大多数参议员最终是由军政府选出的。参与这一过程的候选人指控贿选，称其期望的候选人利用其专业关系当选。

## 结果
选举委员会于7月10日公布当选参议员名单。
| 派对                              | 派对            | 区级   | 区级  | 省级   | 省级  | 全国  | 全国  | 席次 |
| 派对                              | 派对            | 投票   | ％    | 投票   | ％    | 投票  | ％    | 席次 |
| --------------------------------- | --------------- | ------ | ----- | ------ | ----- | ----- | ----- | ---- |
|                                   | 独立人士        |        |       |        |       |       |       | 200  |
| 全部                              | 全部            |        |       |        |       |       |       | 200  |
|                                   |                 |        |       |        |       |       |       |      |
| 总票数                            | 总票数          | 43,818 | –     | 23,064 | –     | 2,986 | –     |      |
| 登记投票/投票率                   | 登记投票/投票率 | 46,206 | 94.83 | 23,645 | 97.54 | 2,994 | 99.73 |      |
| 来源： ECT （页面存档备份，存于） |                 |        |       |        |       |       |       |      |

## 後續
200席參議員中，支持軍方、保皇派等保守參議員在議會中取得約150席，而進步派只取得約30席。這導致未來進步派修憲將困難重重。